# Domicia Lépida

Esquema familiar de los Domicios Enobarbos.

Domicia Lépida o Lépida (10 a. C.-54 d. C.) fue la hija menor de Lucio Domicio Enobarbo y de Antonia la Mayor. 

## Familia
Su hermana fue Domicia (tía de Nerón) y su hermano fue Gneo Domicio Enobarbo, padre de Nerón, con quien se dice cometió incesto. Además, era sobrina-nieta de César Augusto y nieta de Octavia la Menor y Marco Antonio. También era abuela de Claudia Octavia y Británico. Domicia Lépida fue una mujer hermosa y estuvo casada 3 veces. 

## Matrimonios y descendencia
Su primer matrimonio fue con su primo, el cónsul Marco Valerio Mesala Barbado Mesalino, probablemente alrededor de 15 d. C. Tuvieron un hijo llamado Marco Valerio Mesala Corvino, quien fue cónsul en 58, y una hija, Valeria Mesalina quien sería emperatriz y tercera esposa del emperador Claudio. Barbado murió en 20/21. 
Lépida contrajo segundas nupcias con Fausto Cornelio Sila Lúculo, cónsul en 31, descendiente del dictador Lucio Cornelio Sila. Tuvieron un hijo llamado Fausto Cornelio Sila Félix.
En el reinado de su yerno Claudio, Lépida se casó con Cayo Apio Junio Silano (cónsul en 28). En 42, Apio Silano fue ejecutado por órdenes de Claudio. Las razones de esta ejecución no están del todo claras. Claudio informó al Senado que Apio Silano quería matarlo y que su liberto Narciso y su esposa Mesalina se lo advirtieron.
En 48, su hija Mesalina fue ejecutada por orden de Claudio ya que esta pretendía casarse con otro y destronar al emperador.